# Pedro Muñagorri Obineta
Pedro Muñagorri Obineta (Berástegui, Guipúzcoa, España, 28 de junio de 1865-Vietnam, 17 de junio de 1936) fue un religioso dominico español. Misionero en Vietnam, obispo y vicario apostólico.
Ingresó en la Orden de Predicadores e1 13 de septiembre de 1881, y ordenado sacerdote el 20 de julio de 1888. El 13 de agosto de 1907 fue nombrado vicario para la Vicaría Apostólica de Tonkín Central, en Vietnam, al mismo tiempo que obispo titular de Pitsunda, de donde fue ordenado obispo el 5 de enero de 1908 por Maximino Velasco.